# Wang Deli
Wang Deli (王德礼S, Wáng DélǐP; agosto 1947) è un ex cestista e allenatore di pallacanestro cinese.

## Carriera
Con la Cina ha disputato i Campionati mondiali del 1978.
Da allenatore ha guidato la Malaysia ai Campionati mondiali del 1990.